# پاناما
پاناما (به اسپانیایی: Panamá) با نام رسمی جمهوری پاناما (به اسپانیایی: República de Panamá)، کشور فراقاره‌ای در آمریکای مرکزی است. پایتخت آن پاناماسیتی است.
جمعیت این کشور ۴٬۳۱۵٬۰۰۰ نفر، زبان رسمی آن اسپانیایی و واحد پول آن بالبوآ و دلار آمریکا است. پاناما با مساحت ۷۵۵۱۷ کیلومتر مربع؛ صد و شانزدهمین کشور جهان از لحاظ وسعت است. این کشور از شمال به دریای کارائیب (اقیانوس اطلس)، از شرق به کشور کلمبیا، از جنوب به اقیانوس آرام و از غرب به کشور کاستاریکا محدود است.
منطقه پاناما دارای باریکترین خشکی در آمریکای مرکزی است که دو نیم‌قاره آمریکای شمالی و جنوبی را به یکدیگر متصل می‌کند. جمهوری پاناما عضو سازمان ملل متحد، و سازمان کشورهای آمریکایی است.
۷۰ درصد از مردم پاناما از تبار مستیزو (دورگه سرخ‌پوست و سفیدپوست)، ۱۴ درصد سیاه‌پوست، ۱۰ درصد سفیدپوست، و ۶ درصد سرخ‌پوست هستند. ۷۵ تا ۸۵ درصد از مردم این کشور کاتولیک رومی و ۱۵ تا ۲۵ درصد مسیحی اوانجلیست هستند.
کانال پاناما که دو اقیانوس آرام و  اطلس را به یکدیگر پیوند می‌دهد به لحاظ بازرگانی و ترابری دریایی اهمیت فراوانی دارد و مهم‌ترین کانال جهان به‌شمار می‌آید؛ ساخت این کانال ۷۷ کیلومتری یکی از بزرگ‌ترین و دشوارترین پروژه‌های مهندسی در جهان بود که درسال ۱۹۰۶میلادی، توسط ارتش ایالات متحده آمریکا حفر شد. منطقه آزاد کولون در مدخل ورودی این کانال قرار دارد و از موقعیت مناسبی برای بازرگانی بین‌المللی برخوردار است.
کانال پاناما بزرگترین منبع درآمد کشور پاناما است.
پاناما در سال ۱۸۲۱ از اسپانیا و سپس در سال ۱۹۰۳ از کلمبیا مستقل شد. پس از رد پیشنهادهای آمریکا از سوی کلمبیا مبنی بر تکمیل کانال پاناما، منطقه پاناما با حمایت آمریکا کشوری مستقل گشت. به این خاطر سطح زندگی در پاناما به نسبت کشورهای همسایه بالاتر است، هر چند بحران سیاسی ۱۹۸۹ به اقتصاد لطمه زد. کالاهای صادراتی عمده شامل موز و میگو و چوب ماهون است.
در سال ۱۹۹۰ ارتش پاناما منحل شد و امروزه یک نیروی پلیس ملی متشکل از ۱۱۰۰۰ نفر امور انتظامی کشور را برعهده دارد که بخشی از آن به گارد ساحلی اختصاص یافته است.
ولی امنیت پاناما، به عهده ایالات متحده آمریکا است.
محمدرضا شاه، شاه پیشین ایران، در ۱۵ دسامبر ۱۹۷۹ رهسپار پاناما شد و آخرین ماه‌های زندگی خود را در پاناما و مصر سپری کرد.
پاناما تنها کشوری در جهان است که می‌توان در آن طلوع در اقیانوس آرام و غروب در اقیانوس اطلس را مشاهده کرد.

## تاریخ
پاناما بخشی از گرانادای جدید اسپانیا (کلمبیا) بود. در دهه ۱۸۸۰ کوشش فرانسویان در احداث کانالی در پاناما که اقیانوس اطلس را به آرام وصل کند ناموفق بود.
از زمان جنگ ایالات متحده و اسپانیا در سال ۱۸۹۹ میلادی، ایالات متحده متوجه شد به مسیر کوتاهتری برای اینکه کشتی‌هایش از ساحل غربی کالیفرنیا خود را به ساحل شرقی این کشور برسانند، نیاز دارد؛ زیرا در آن زمان کشتی‌های آمریکایی برای اینکه از ساحل غربی به ساحل شرقی و بالعکس رفت‌وآمد کنند ناگزیر به دور زدن قاره آمریکای جنوبی از طریق تنگه ماژلان بودند. در آغاز کشور کلمبیا که در آن زمان پاناما جزو خاک این کشور بود از احداث کانال استقبال کرد اما در آخرین روزهای پیش از آغاز عملیات اجرایی نمایندگان مجلس کلمبیا از اینکه حاکمیت خود بر بخشی از قلمروی کشورشان را به بیگانگان واگذار کنند با طرح واشینگتن برای احداث کانال پاناما مخالفت کردند.
در پی این تصمیم، دولت تئودور روزولت، رئیس‌جمهور وقت آمریکا به‌طور آشکار ساکنان پاناما را به جدایی‌طلبی تشویق کرد و کشتی‌های جنگی آمریکا در ساحل مقابل شهرهای کولون و پاناما لنگر انداخته و مانع دخالت ارتش کلمبیا شدند.
پس از اعلام استقلال منطقه پاناما از کلمبیا در نوامبر سال ۱۹۰۳ میلادی ایالات متحده این کشور نوبنیاد را به رسمیت شناخته و در روز ۱۸ نوامبر قرارداد احداث کانال میان ایالات متحده و پاناما امضاء شد. این کانال سرانجام در ۱۹۰۶ گشوده و در ۱۹۰۷ به بهره‌برداری رسید.
براساس این قرارداد یک نوار خشکی به عرض ۸ کیلومتر از خاک پاناما مجزا شده و به آمریکا تعلق می‌گرفت. تا سال ۱۹۹۹ کنترل کانال پاناما در اختیار دولت آمریکا بوده و واشینگتن در ۳۱ دسامبر این سال این کانال را به دولت پاناما بازپس داد.
از ۱۹۸۳ تا ۱۹۸۹ قدرت در پاناما عملاً در دست ژنرال دیکتاتور، مانوئل آنتونیو نوریگا بود.
در سال ۱۹۸۹ میلادی حمله‌ای از جانب دولت وقت آمریکا به پاناما صورت گرفت و نوریگا در این حمله دستگیر شد و به «میامی» انتقال یافت. وی حدود ۲۰ سال به اتهام قاچاق موادمخدر و پول‌شویی در زندان‌های آمریکا و فرانسه حبس بود و در ۱۱ دسامبر سال ۲۰۱۱ میلادی به پاناما بازگردانده شد.

## جغرافیا
یکی از آخرین تحولات بزرگ کره زمین، سه‌میلیون و چهارصد هزار سال پیش رخ داد. این تحول پیدایش خشکی باریکی بود که سرزمین پاناما نام گرفت. پیدایش پاناما، پل ارتباطی آمریکایی شمالی و جنوبی، امکان مهاجرت گونه‌های مختلف جانوری را فراهم کرد. این سرزمین خود اکنون غنی از گونه‌های کمیاب جانوری است.
کشور پاناما از شمال به دریای کارائیب، از مشرق به کلمبیا، از جنوب به خلیج پاناما و اقیانوس آرام و از مغرب به کاستاریکا محدود می‌شود. پاناما باریکه‌ای است کوهستانی با جنگل‌های انبوه که آمریکای مرکزی را به آمریکای جنوبی پیوند می‌دهد. رودهای مهم آن توئیرا (با چوکوناکه)، بایانو، سانتاماریا و بلندترین نقطه آن قله آتشفشان بارو با ۳۴۷۵ متر ارتفاع است.
اقلیم پاناما در ارتفاعات، معتدل، مرطوب و نسبتاً پرباران و در جلگه‌های ساحلی، مرطوب و بارانی است. پاناما با تغییر دمای کم فصلی، آب و هوایی استوایی دارد.
رشته‌کوه‌های نسبتاً مرتفعی که از خاور به باختر این سرزمین کشیده شده‌اند که آن را به دو منطقهٔ شمالی و جنوبی تقسیم می‌کنند. چند رودخانه که همگی از ارتفاعات مرکزی سرچشمه می‌گیرند، این سرزمین را آبیاری می‌کنند که عمده‌ترین این رودها عبارتند از بایامو، توئیرا و چپو.
شهر پاناما با ۴۶۳۰۹۳ نفر جمعیت پایتخت کشور پاناما است و شهرهای پاناما و جمعیت آن‌ها طبق آمار سال ۱۹۹۶ عبارتند از: سان میگلیتو با ۳۰۷۲۳۰، نفر و پنونوم با ۶۷۹۰۱ نفر.
خلیج‌های این کشور عبارتند از پاناما، لورابا، موسکیتوس، داروین، و سان میگوئل.
با عرض کنونی کانال پاناما، تنها نفتکش‌های پاناماگذر، با ظرفیت جابه‌جایی ۵۰ هزار تن نفت توان حرکت در آن را دارند، اما طرح‌هایی برای تعریض این کانال در سال ۲۰۱۴ وجود دارد که در آن صورت نفتکش‌های افرامکس با ظرفیت جابه‌جایی ۸۰ هزار تن نیز می‌توانند از آن عبور کنند.

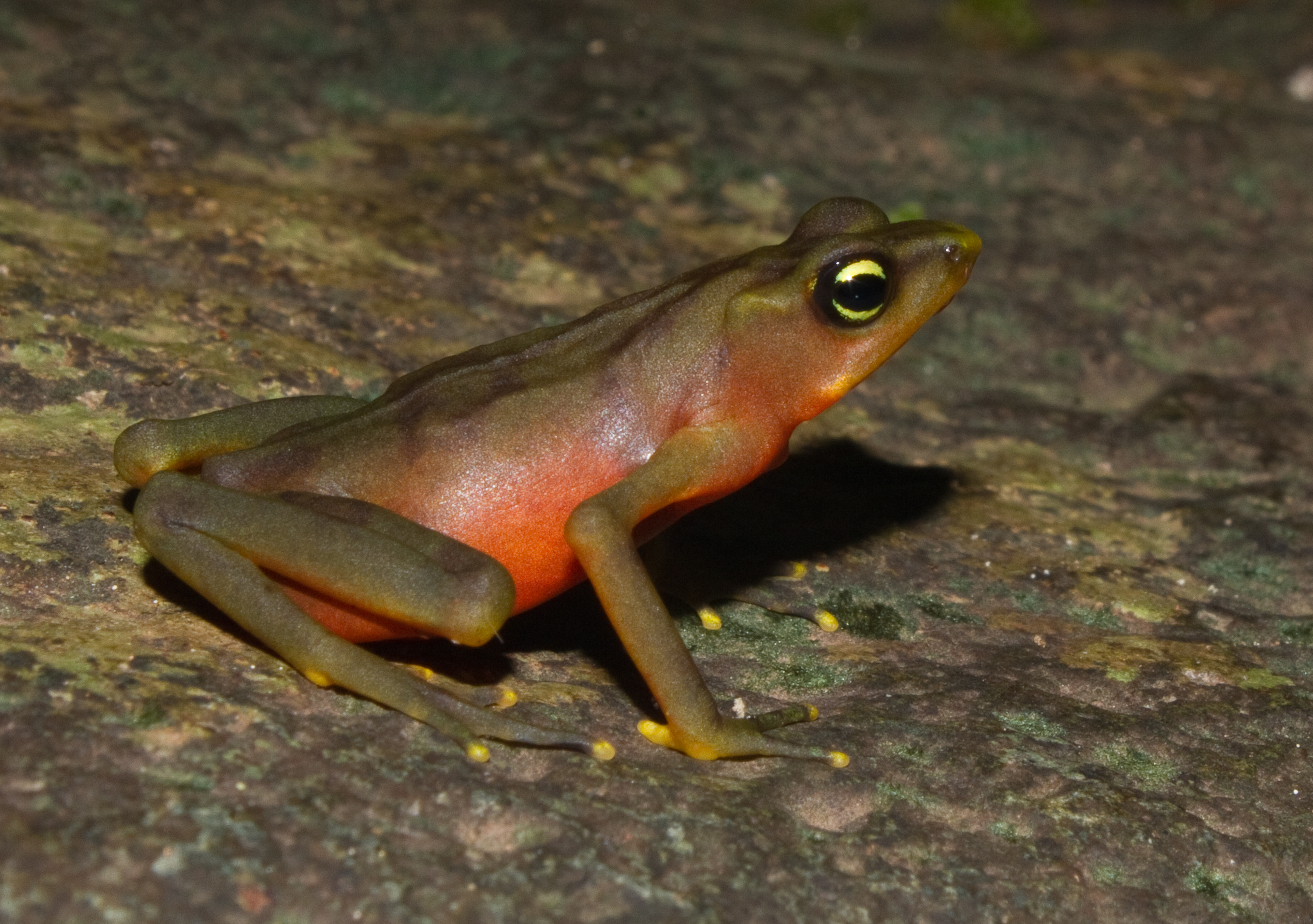
وزغ گلماسه بومی پاناما

جزایر اصلی پاناما، ری، کویبا، سباکو، جی کارون، پاریدا، و کولون هستند.

## تقسیمات کشوری
پاناما به ۹ استان (provincias) و پنج قلمرو (comarcas) تقسیم شده است. در پنج قلمروی خودگردان، مدیریت در دست چهار گروه قومی سرخ‌پوستی کونا، نگوبه بوگله، امبرا، و وونان است:
استان‌های پاناما (مراکز استان در پرانتز):
- ۱ بوکاس دل‌تورو (بوکاس دل‌تورو)
- ۲ چیریکی (داوید)
- ۳ کوکله (پنونومه)
- ۴ کولون (کولون)
- ۵ دارین (لاپالما)
- ۶ هررا (چیتره)
- ۷ لس سانتوس (لاس تابلاس)
- ۸ استان پاناما (پاناماسیتی)
- ۹ وراگوآس (سانتیاگو)

قلمروهای خودگردان که استان به‌شمار می‌آیند:
- C1 امبرا-وونان (کیریلو گوآئینورا)
- C2 کونا یالا (ال پورونیر)
- C4 نگوبه-بولگه (کوئبرادا گوآبو)

قلمروهای خودگردان که استان به‌شمار نمی‌آیند:
- C3 مادوگاندی (آکوئا یالا)
- C5 وارگاندی (نورا)

## سیاست
در قانون اساسی انتخابات مجمع قانون‌گذاری ۶۷ نفره، رئیس‌جمهور و دو معاون رئیس‌جمهور برای دوره‌ای ۵ ساله با رأی اجباری تمامی افراد بالغ پیش‌بینی شده است. رئیس‌جمهور کابینه وزیران را انتصاب می‌کند. احزاب عمده سیاسی عبارتند از حزب اعتبار لیبرال، حزب دموکرات مسیحی، جنبش آزادی‌بخش جمهوری ملی (که در انتخابات ۱۹۸۹ میلادی با عنوان اتحاد دموکراتیک همکاری کردند)، حزب اعتبار پاناما، و (ائتلاف) کولینا.
نوع حکومت پاناما جمهوری است. قوهٔ مقننهٔ این کشور از یک مجلس قانونگذار با ۷۱ عضو تشکیل یافته است و دورهٔ عضویت در آن ۵ سال است.
رئیس‌جمهور کنونی کشور پاناما که در انتخابات سال ۲۰۱۴ میلادی برگزیده شد، ریکاردو مارتینلی است. وی نماینده ائتلاف «اتحاد برای تغییرات» است که این ائتلاف از اتحاد حزب «تغییر دمکراتیک»، حزب «پاناما» و حزب «اتحاد مولینرا و میهن‌دوست» ایجاد شده است. خط مشی سیاسی مارتینلی شامل کمک به نظام سرمایه‌داری و احیای قرارداد بازرگانی آزاد با آمریکا است. این سیاستمدار که صاحب بزرگ‌ترین فروشگاه‌های زنجیره‌ای کشور است، در انتخابات از بیش از دو میلیون نفر دارای رأی خواست که با آرای خود «از لغزش کشور به سراشیب چپ جلوگیری کنند».
معروف‌ترین مسئله سیاسی مربوط به پاناما، بحران آبراه پاناما می‌باشد که با مداخله نظامی آمریکا و کشته شدن ۴۰۰۰ شهروند پانامایی همراه بود.

## اقتصاد
برپایه آمار سال ۱۹۹۹ فراورده‌های عمدهٔ پاناما عبارتند از: نیشکر، موز، برنج، موز سبز، ذرت، سیب زمینی، پرتقال، قهوه و توتون. همچنین مهم‌ترین صنایع آن، مواد غذایی، فراورده‌های نفتی، نوشیدنی، سیمان، آجر و کاشی هستند.
طول خط آهن پاناما در سال ۱۹۹۸ بالغ بر ۳۵۴ کیلومتر و طول راه‌های اتومبیل‌رو آن ۱۱۳۰۱ کیلومتر بود که ۳۳ درصد راه‌های اتومبیل‌رو آسفالت بودند.

## مردم
۷۰ درصد از مردم پاناما از تبار مستیزو (دورگه سرخ‌پوست و سفیدپوست)، ۱۴ درصد سیاه‌پوست، ۱۰ درصد سفیدپوست، و ۶ درصد سرخ‌پوست هستند. سرخ‌پوستان این کشور از هفت قبیله به نام‌های امبرا، وونان، نگوبه بوگله، کونا، ناسو و بریبری تشکیل شده‌اند. بیش از نیمی از جمعیت پاناما در منطقه کلان‌شهری پاناماسیتی-کولون سکونت دارند.
۷۵ تا ۸۵ درصد از مردم این کشور کاتولیک رومی و ۱۵ تا ۲۵ درصد مسیحی اوانجلیست هستند.

## فرهنگ
فرهنگ پاناما از سنت‌ها، موسیقی، و هنر اروپایی مشتق شده و به همراه اسپانیایی‌ها به این منطقه آمده است. در عین حال بر اثر آمیزش این فرهنگ با فرهنگ‌های آفریقایی و سرخ‌پوستی فرهنگ‌هایی دورگه نیز در پاناما پدید آمده‌اند. برای نمونه تامبوریتو نوعی رقص اسپانیایی است که با ضرب‌آهنگ‌های آفریقایی آمیخته است.
فرهنگ عامه این کشور در جشنواره‌های متعدد و مراسم رقص که نسل به نسل برگزار شده بازتاب یافته است.
شهرهای پاناما شاهد برگزاری جشنواره‌های موسیقی در سبک‌های رگی، رگی آن اسپانیول، رگتون، هائیتیانو، جاز، بلوز، سالسا، و راک هستند.

### زبان
جمهوری پاناما کم‌جمعیت‌ترین کشور اسپانیایی‌زبان در آمریکای لاتین است.

## اسناد پاناما
در سال ۲۰۱۶ یک گروه هکر ناشناس یکی از شرکت‌های حقوقی کشور پاناما به اسم شرکت موساک فونسکا را هک کرده و بیش از ۱۱۴۰۰۰۰۰ سند مربوط به فرار مالیاتی سران جهان از جمله ولادمیر پوتین و دیوید کامرون و بسیاری دیگر از سران جهان را فاش کرد.
به نظر کارشناسان این درز اطلاعاتی بالاتر از اسناد ویکی‌لیکس قرار گرفت و به عنوان بزرگ‌ترین درز اطلاعاتی تاریخ قرار گرفته است. این اسناد به اسناد پاناما معروف است.